# Bundesstraße 401
De Bundesstraße 401 (afkorting: B 401) is een 75 kilometer lange Bundesstraße in de Duitse Deelstaat Nedersaksen.
De weg begint hemelsbreed 3 km ten oosten van de grens nabij Bourtange met Nederland,  in Heede bij de afrit Dörpen aan de A 31 Emden-Dreieck Bottrop.
De weg loopt, parallel aan het Küstenkanal in oostelijke richting door langs Dörpen, door Surwold, langs Esterwegen, afrit Sedelsberg (B72), en Edewecht om bij afrit Oldenburg-Eversten aan te sluiten op de A 28 Dreieck Leer-Dreieck Stuhr.

## Foto's

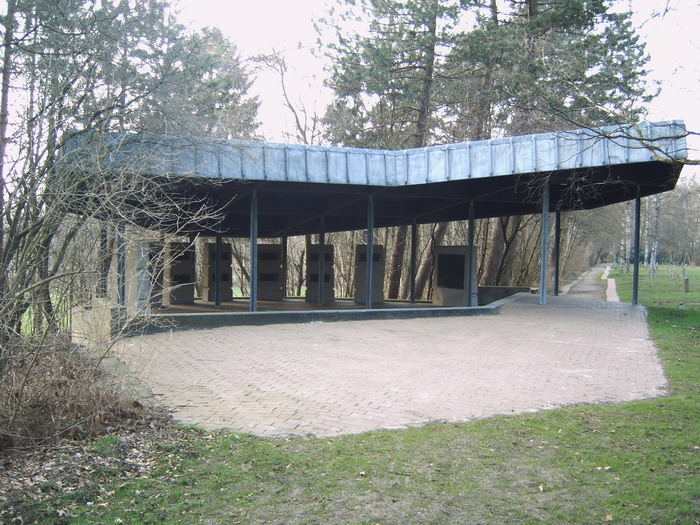
Open Gedenkhal op het kerkhof aan de B 401 bij Esterwegen
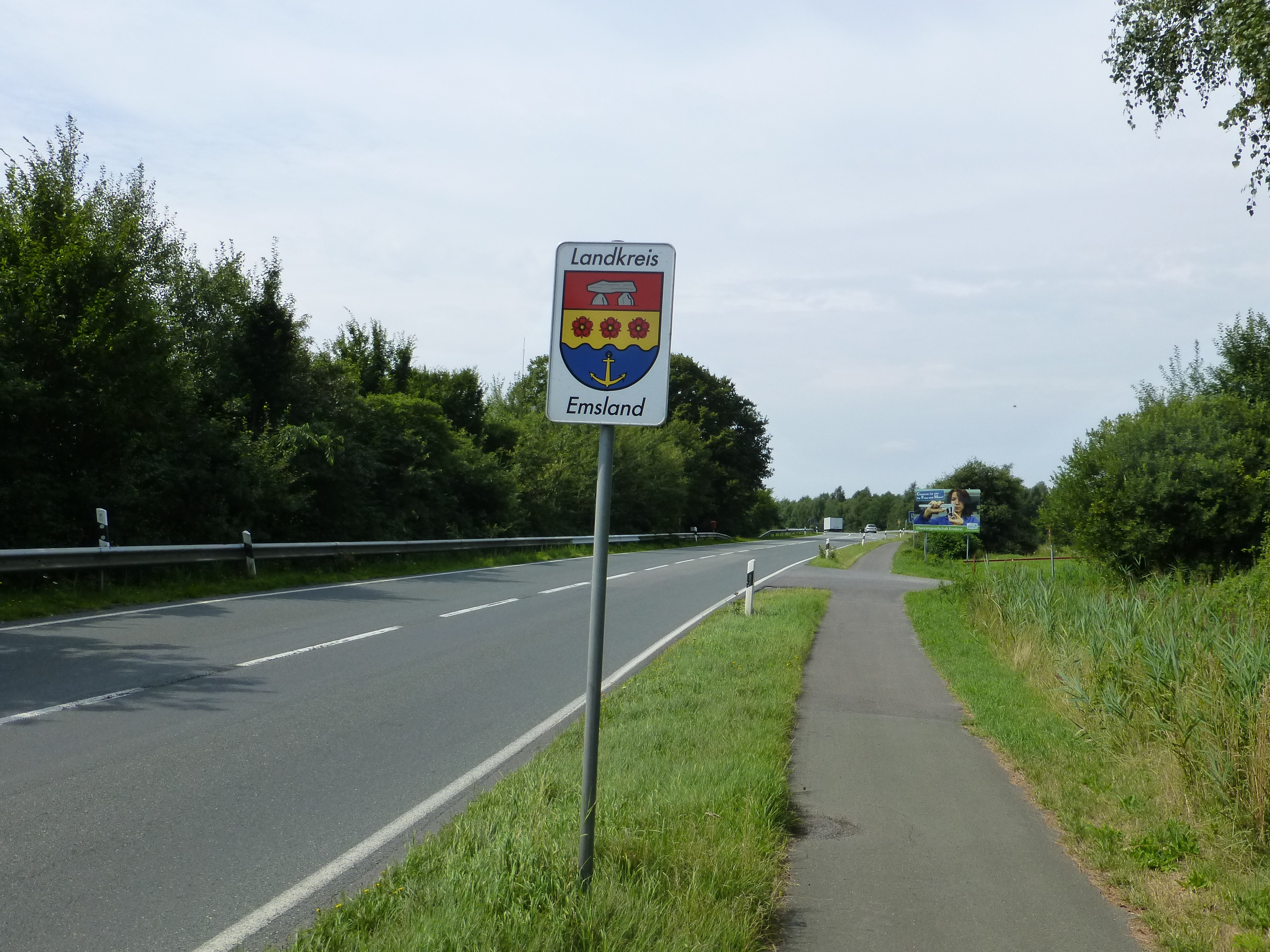
Grens tussen de Landkreise Landkreis Cloppenburg en Landkreis Emsland
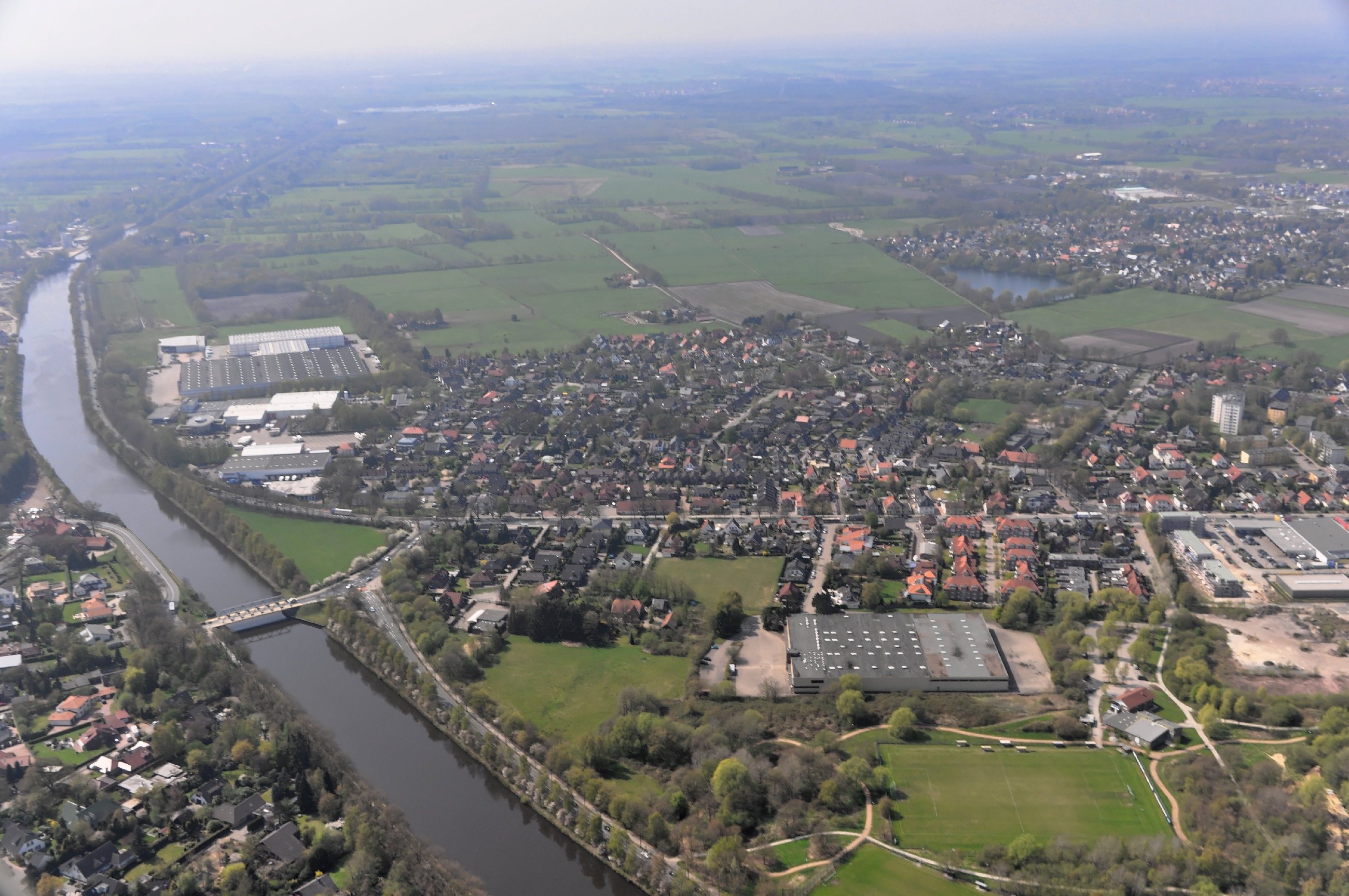
Bundesstraße 401 (rechts het Küstenkanal) in Oldenburg
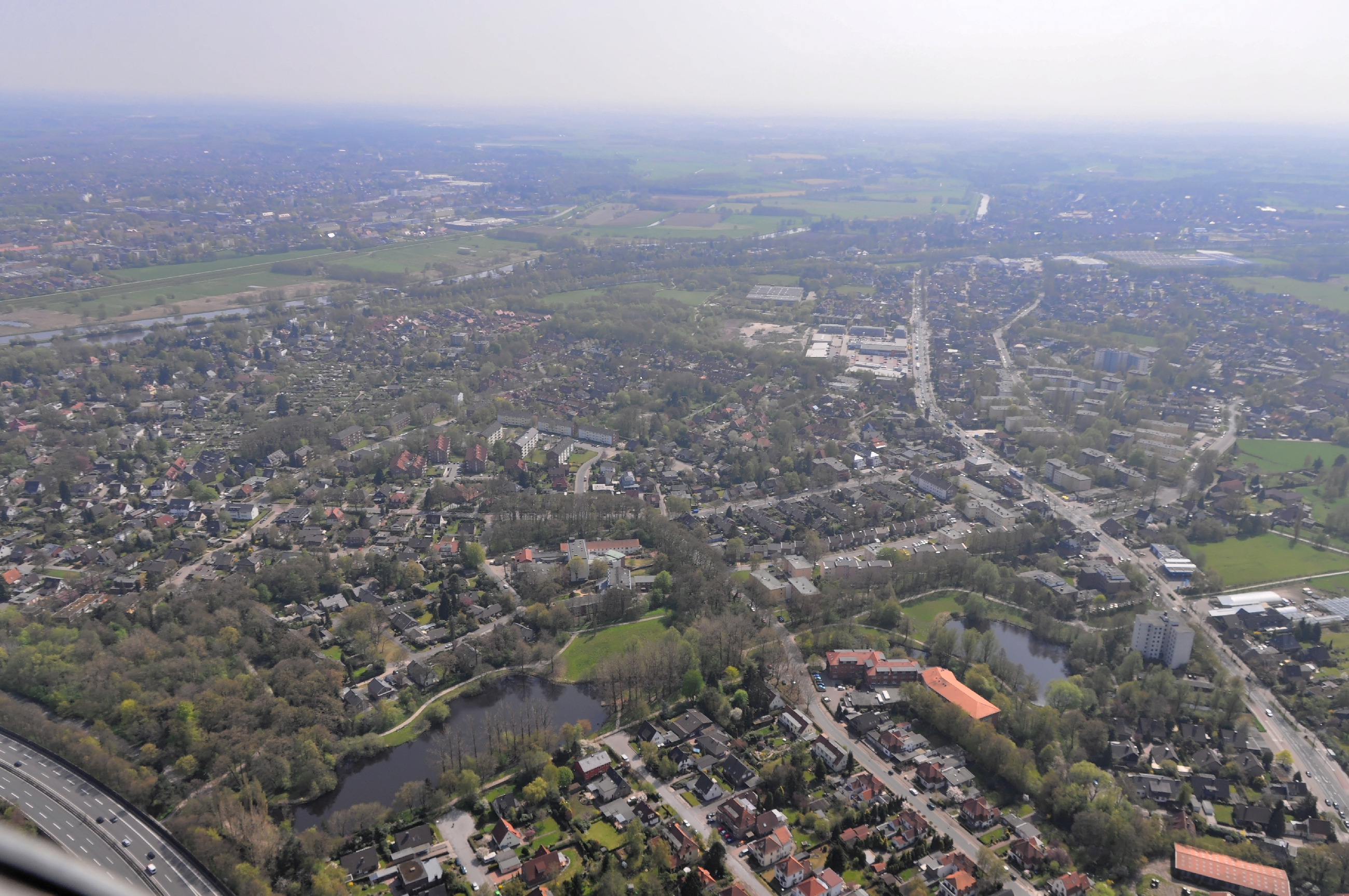
Bundesstraße 401 (rechts in beeld) in Oldenburg kort voor de aansluiting met de A 28

B1 · B3 · B3n · B4 · B5 · B6 · B6n · B27 · B51 · B61 · B64 · B65 · B68 · B69 · B70 · B71 · B72 · B73 · B74 · B74n · B75 · B79 · B80 · B82 · B83 · B188 · B190n · B191 · B195 · B207 · B209 · B210 · B211 · B212 · B213 · B214 · B215 · B216 · B217 · B218 · B238 · B239 · B240 · B241 · B242 · B243 · B243a · B244 · B245a · B247 · B248 · B322 · B401 · B402 · B403 · B404 · B408 · B431 · B433 · B434 · B435 · B436 · B437 · B438 · B439 · B440 · B441 · B442 · B443 · B444 · B445 · B446 · B447 · B461 · B475 · B482 · B490 · B493 · B494 · B495 · B496 · B497 · B524 · B530